# Maniobra aérea de combate
Una maniobra aérea de combate es una maniobra ejecutada por aviones de combate, generalmente cazas, para ataque o evasión de otro avión o misil perseguidor. También son realizadas como maniobra acrobática en festivales aéreos.

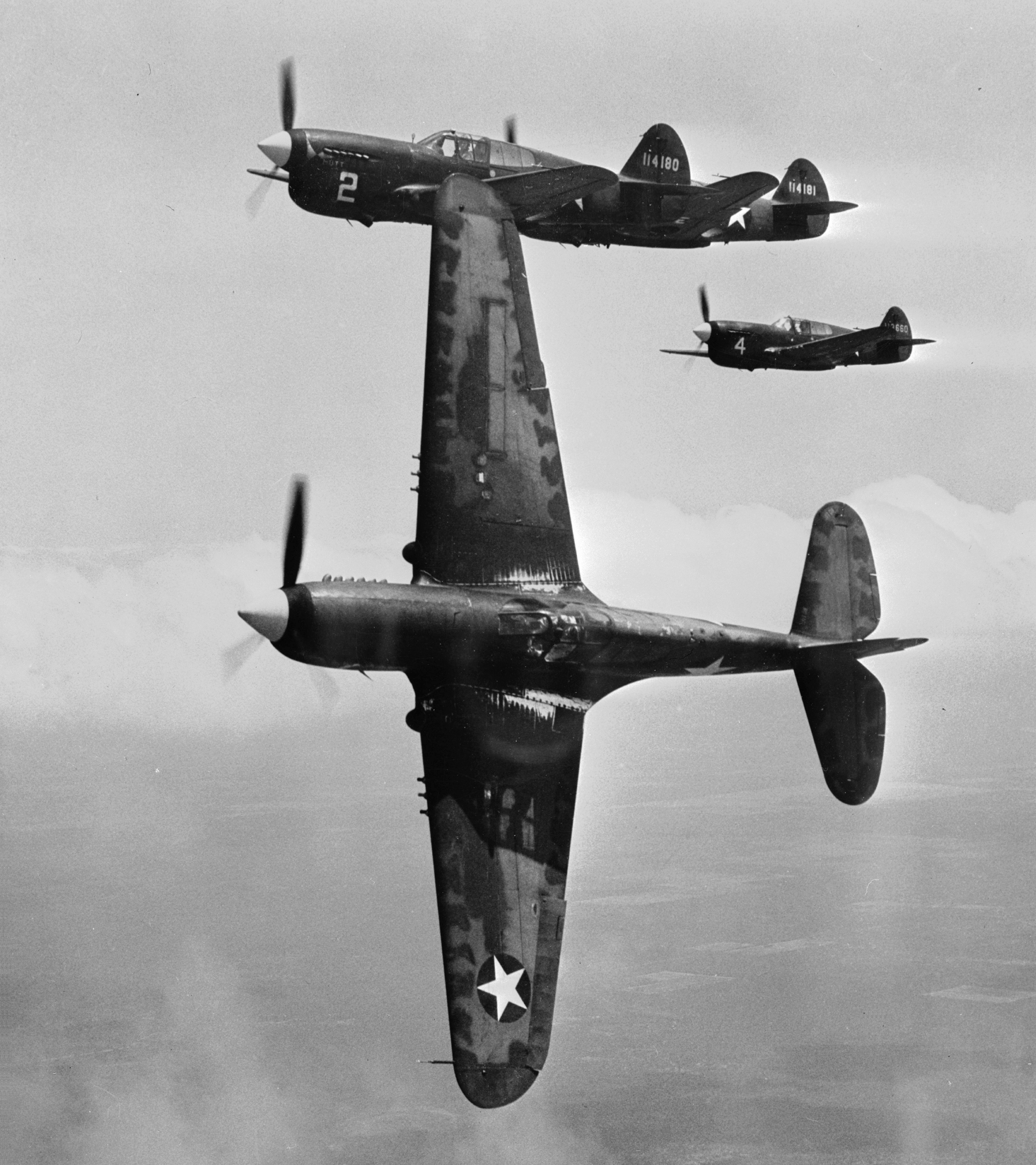
Cuatro P-40 Warhawks realizando maniobras de entrenamiento.

Las maniobras básicas de combate (BFM) son movimientos tácticos realizados por aviones de combate durante maniobras de combate aéreo (ACM, también llamadas «combates aéreos»), con el fin de obtener una ventaja posicional sobre el oponente.  El BFM combina los fundamentos de la vuelo aerodinámico y la geometría de la persecución, con la física de la gestión de la relación energía-masa del avión, llamada energía específica.
Las maniobras se utilizan para obtener una mejor posición angular con respecto al oponente. Pueden ser ofensivas, para ayudar al atacante a obtener ventaja sobre el enemigo, o defensivas, para ayudar al defensor a evadir las armas del atacante. También pueden ser neutras, en las que ambos oponentes luchan por una posición ofensiva, o maniobras de desenganche, para ayudar a escapar.
Entre las maniobras clásicas se incluyen la persecución con retraso o yo-yo, que aumenta la distancia cuando el atacante puede sobrepasar el objetivo debido a una mayor velocidad aerodinámica; el yo-yo bajo, que hace lo contrario cuando el atacante vuela demasiado lento; las tijeras, que intentan llevar al atacante delante del defensor, y la espiral defensiva, que permite al defensor desengancharse del atacante.
La conciencia situacional se enseña a menudo como la mejor defensa táctica, ya que elimina la posibilidad de que un atacante se coloque o permanezca detrás del piloto; incluso con velocidad, un caza está expuesto a un ataque por la retaguardia.

## Resumen histórico
La aviación militar se originó en la Primera Guerra Mundial, cuando se utilizaron por primera vez aeronaves para detectar concentraciones de tropas enemigas, posiciones de artillería y movimientos. Los primeros combates aéreos consistían en aviadores que se disparaban entre sí con armas de mano. El primer avión registrado que fue derribado por otro avión, lo que ocurrió el 5 de octubre de 1914, fue un Aviatik B.I alemán. El piloto, Feldwebel Wilhelm Schlichting, fue disparado con una carabina empuñada por el observador Louis Quenault, que viajaba en un Voisin III francés pilotado por el sargento Joseph Frantz. La necesidad de detener el reconocimiento que estaban llevando a cabo los aviones enemigos condujo rápidamente al desarrollo de los aviones de combate, una clase de aeronaves diseñadas específicamente para destruir otras aeronaves.
Se descubrió que las armas fijas y de disparo frontal eran el armamento más eficaz para la mayoría de los aviones de combate de la Primera Guerra Mundial, pero era casi imposible dispararlas a través de la hélice giratoria del propio avión sin destruirlo. Roland Garros, en colaboración con Morane Saulnier Aéroplanes, fue el primero en resolver este problema colocando cuñas deflectoras de acero en la hélice. Consiguió derribar tres aviones, pero fue abatido por fuego terrestre y aterrizó detrás de las líneas alemanas. Anthony Fokker inspeccionó los restos del avión y aprendió a mejorar el diseño conectando el mecanismo de disparo del arma al sincronismo del motor, lo que permitía disparar a través de la hélice sin entrar en contacto con ella. A medida que la tecnología avanzaba rápidamente, nuevos y jóvenes aviadores comenzaron a definir el ámbito del combate aire-aire, como Max Immelmann, Oswald Boelcke y Lanoe Hawker. Uno de los más grandes de estos «asas de la aviación» de la Primera Guerra Mundial, Manfred von Richthofen (el Barón Rojo), escribió en su libro “'The Red Fighter Pilot”': «Lo mejor de los combates aéreos es que el factor decisivo no reside en las acrobacias, sino únicamente en la habilidad personal y la energía del aviador. Un piloto puede ser capaz de hacer loopings y todas las acrobacias imaginables y, sin embargo, no conseguir derribar ni un solo enemigo».
Los pilotos pronto aprendieron a alcanzar una posición de disparo (evitando la amenaza de las armas enemigas) maniobrando detrás de un avión enemigo; esto se conoce como «ponerse a las seis en punto» o «ponerse en la cola» de un avión, además de otros muchos términos, normalmente acuñados por la tripulación aérea. Este tipo de combate se conoció como «combate aéreo». Oswald Boelcke, un as de la aviación alemán durante la Primera Guerra Mundial, fue el primero en publicar las reglas básicas para las maniobras de combate aéreo en 1916, conocidas como las «Dicta Boelcke». Aconsejaba a los pilotos que atacaran desde la dirección del sol (hacia donde el piloto defensor no podía ver), o que volaran a una altitud mayor que la del oponente. La mayoría de estas reglas siguen siendo tan válidas hoy como lo eran hace un siglo.
El combate aéreo actual es mucho más complicado que el de antaño, ya que casi todos los aviones de combate modernos utilizan misiles aire-aire, radar y cañones automáticos capaces de disparar a gran velocidad. Han surgido nuevos tipos de maniobras adicionales, con la intención de romper el bloqueo del radar minimizando la firma Doppler de la propia aeronave («mantener al enemigo a las 3 o las 9 en punto»), o agotar la energía cinética de un misil entrante (cambiando el rumbo de la aeronave de un lado a otro, el misil, que no vuela directamente hacia el objetivo, sino que intenta adelantarlo, realizará giros más cerrados y, finalmente, tendrá que volar una trayectoria más larga). Sin embargo, el combate a corta distancia con misiles guiados por infrarrojos y cañones de aviones sigue obedeciendo a las mismas reglas generales establecidas en los cielos de Europa a principios del siglo XX. La regla principal sigue siendo la misma: colocarse a la cola del adversario sin permitirle hacer lo mismo.
Las tácticas de combate a corta distancia varían considerablemente según el tipo de aeronave utilizada y el número de aeronaves implicadas.

## Introducción
Las maniobras básicas de combate (BFM) son acciones que realiza un avión de combate durante las maniobras de combate aéreo, históricamente conocidas como combate aéreo. El desarrollo de las BFM comenzó con los primeros aviones de combate, durante la Primera Guerra Mundial, y continuó en cada guerra posterior, adaptándose a los cambios en las armas y las tecnologías.
Las maniobras básicas de combate consisten en una serie de giros tácticos, barrenas y otras acciones para situarse detrás o por encima del enemigo antes de que este pueda hacer lo mismo. Las BFM son maniobras universales que pueden realizarse en casi cualquier avión de combate y suelen considerarse maniobras de entrenamiento. El entrenamiento suele comenzar con pilotos que vuelan el mismo tipo de avión, enfrentando únicamente sus habilidades. En el entrenamiento avanzado, los pilotos aprenden a volar contra oponentes en diferentes tipos de aviones, por lo que también deben aprender a hacer frente a diferentes ventajas tecnológicas, lo que se asemeja más al combate real. En las maniobras de combate aéreo real, pueden ser necesarias variaciones de estas maniobras básicas, dependiendo de los diferentes tipos de aviones involucrados, los sistemas de armas que utiliza cada bando y el número de aviones involucrados. 

## Tácticas

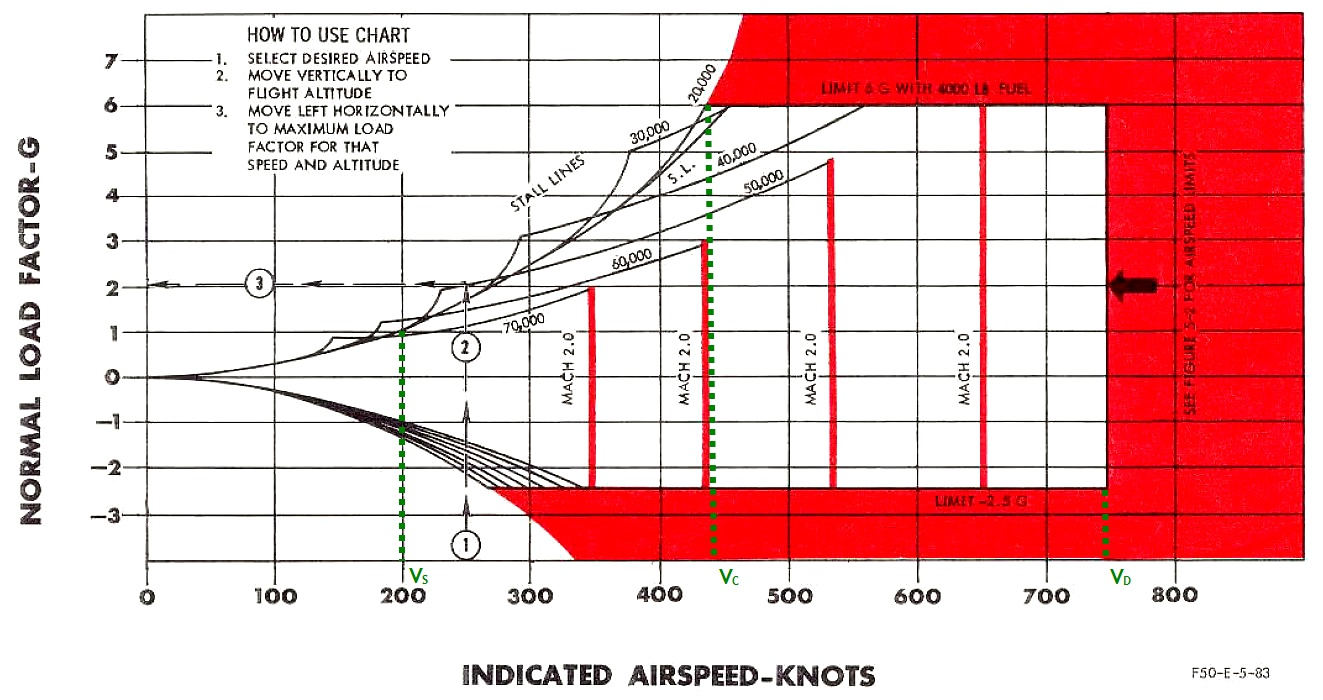
Diagrama de la envolvente de vuelo que muestra V_{S} (velocidad de pérdida a 1 G), V_{C} (velocidad en curva) y V_{D} (velocidad de picado)

Hay cinco cosas que un piloto debe tener en cuenta cuando se plantea un combate aéreo; de ellas, ver y mantener a la vista al adversario son las más importantes. En el sudeste asiático, más del 85 % de todos los derribos se atribuyen al atacante, que avistó y disparó al defensor sin ser visto. Deben tenerse en cuenta las limitaciones estructurales de los cazas atacantes y defensores, como la relación empuje-peso, la carga alar y la «velocidad en las curvas» (la velocidad máxima o mínima a la que la aeronave puede alcanzar el mejor rendimiento en los giros). También deben tenerse en cuenta limitaciones variables, como el radio de giro, la velocidad de giro y la energía específica de la aeronave. La posición de la aeronave debe evaluarse rápidamente, incluyendo la dirección, el ángulo de cola (el ángulo entre las trayectorias de vuelo), y la velocidad de aproximación. Además, el piloto debe ser consciente de la posición de su ala y mantener una buena comunicación.
Un piloto en combate intenta conservar la energía de su aeronave mediante maniobras cuidadosamente sincronizadas y ejecutadas. Al utilizar estas maniobras, el piloto a menudo tendrá que elegir entre la energía potencial (altitud) y la energía cinética (velocidad) del caza para mantener la relación energía-peso de la aeronave, o la «energía específica». Una maniobra como el «yo-yo bajo» sacrifica la altitud a cambio de velocidad para acercarse al enemigo y reducir el radio de giro. La maniobra opuesta, un «yo-yo alto», sacrifica velocidad por altura, almacenando literalmente energía en «el banco de altitud», que permite a un atacante que se mueve rápidamente reducir su velocidad de aproximación.
Un atacante se enfrenta a tres posibles formas de perseguir a un enemigo, todas ellas vitales durante la persecución. La «persecución por detrás» se produce en un giro cuando la punta del avión del atacante apunta hacia la cola del enemigo. La persecución por detrás permite al atacante aumentar o mantener la distancia sin sobrepasarlo. La «persecución por delante» en un giro se produce cuando la punta del avión atacante apunta hacia delante del enemigo. La persecución con ventaja se utiliza para reducir la distancia entre aviones y durante los ataques con armas de fuego, cuando los cañones deben apuntar no hacia donde se encuentra el defensor, sino hacia donde estará cuando lleguen las balas. La «persecución pura» se produce cuando la punta del avión del atacante apunta directamente hacia el defensor. La persecución pura es cuando se disparan la mayoría de los misiles y es la posición más difícil de mantener. Se conocen como curvas de persecución.

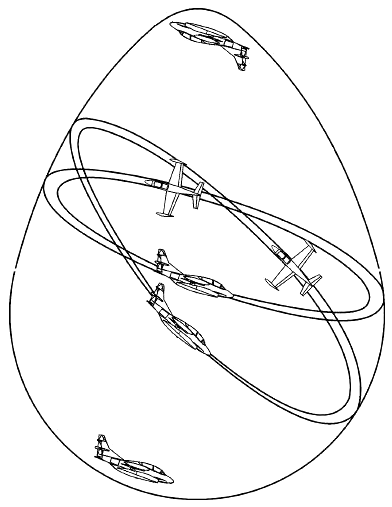
El huevo táctico muestra los efectos de la gravedad en las maniobras

La batalla de giros de un combate aéreo puede ejecutarse en un número infinito de planos geométricos. Se anima a los pilotos a evitar las maniobras estrictamente verticales y horizontales, y a utilizar en su lugar el número ilimitado de planos oblicuos, que son mucho más difíciles de seguir para el adversario. Este número infinito de planos alrededor de un punto fijo sobre el que gira la aeronave se denomina «puesto y burbuja». Un caza que puede mantener su posición entre un avión y su poste imaginario no puede ser atacado por ese avión. Sin embargo, la burbuja imaginaria se deforma por la gravedad, lo que hace que los giros sean mucho más cerrados y lentos en la parte superior, y más amplios y rápidos en la parte inferior, por lo que a veces se denomina «huevo táctico».
Las maniobras empleadas por el atacante también pueden ser utilizadas por el defensor para evadir o obtener una ventaja táctica sobre su oponente. También se pueden emplear otros componentes para maniobrar la aeronave, como el ángulo de guiñada, la resistencia, la sustentación y los vectores de empuje. Un factor clave en todas las batallas es la «separación entre el morro y la cola». Mientras se acerca lo suficiente para disparar un arma, el atacante debe mantener el morro de su avión lo suficientemente alejado de la cola del defensor para poder apuntar bien y evitar un sobrepaso. El defensor, del mismo modo, utilizará todas las maniobras a su alcance para propiciar un sobrepaso, tratando de cambiar su propio papel por el del atacante. 

## Tipos de maniobras
- Dogfight
- Cobra de Pugachev
- Reabastecimiento en vuelo
- Adaptado al perfil del terreno
- Dicta Boelcke
- Helocast
- Herbst
- Las tijeras (The Scissors)
- Yo-Yo

## Ejemplo de maniobras
- Básico:
  - Combate en formación
  - Pitchback
  - Bell Tailslide
  - Split S
  - Giro de Immelmann
  - Thach Weave
  - Scissors
  - Chandelle

- Complejo:
  - High Yo-Yo
  - Low Yo-Yo

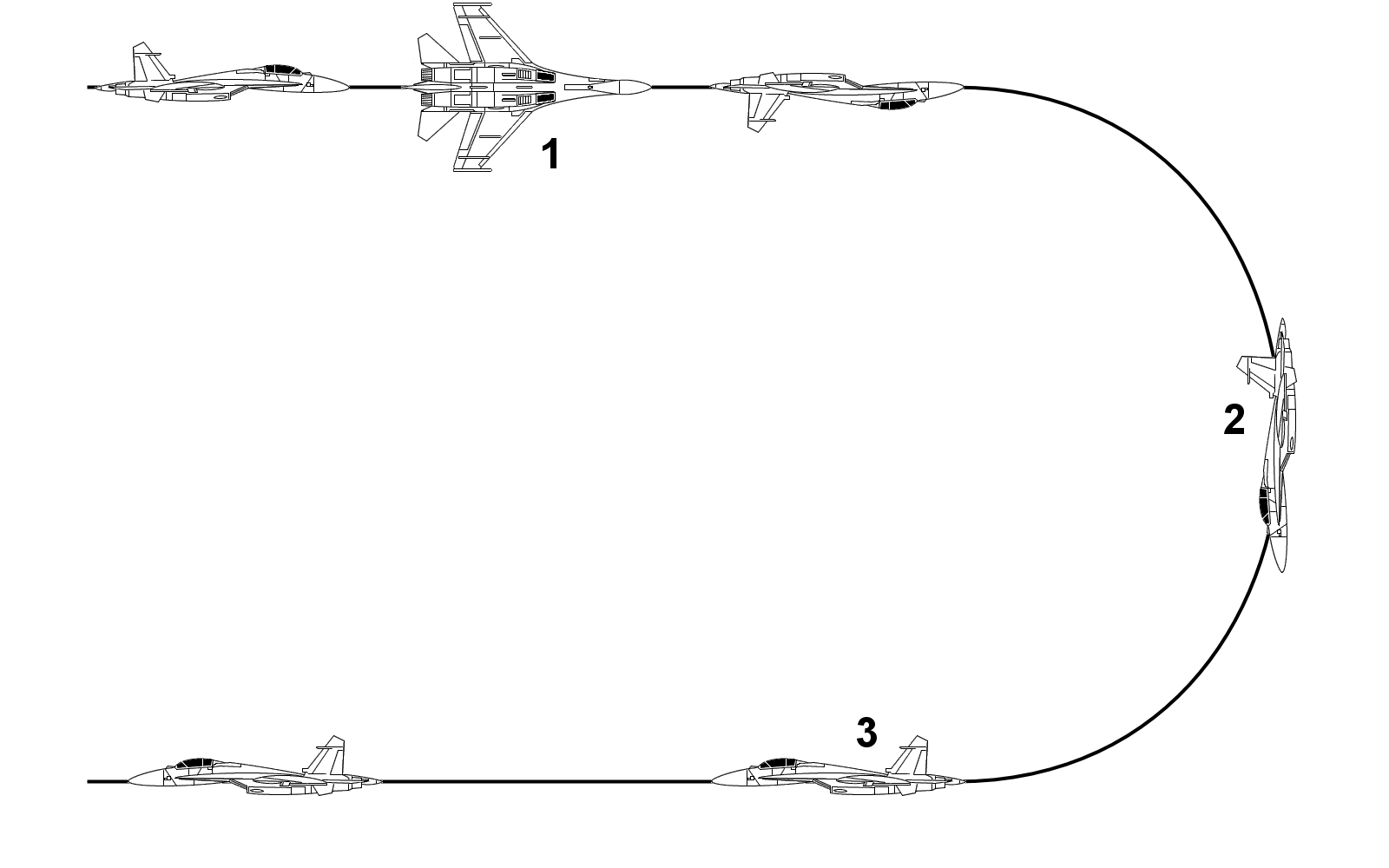
Vista esquemática de un split S:

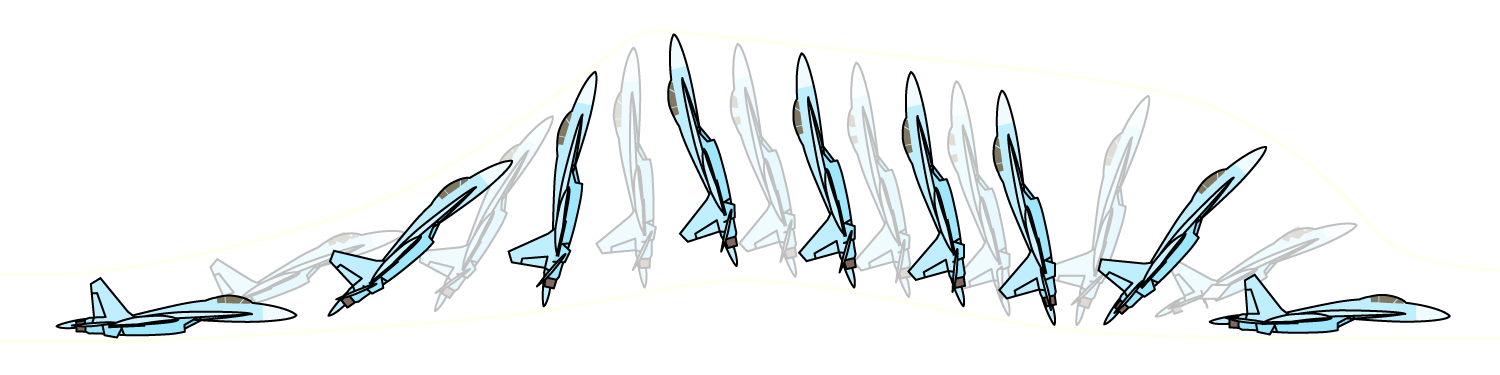
La maniobra cobra realizada por el Su-27 Flanker

  - Lag Displacement Roll (High-G Barrel Roll)
  - Maniobra Cobra
  - Giro Cobra
  - Kulbit
  - Maniobra Herbst
  - Hineri-komi